# 厳島 (敷設艦)
厳島 （いつくしま）は、日本海軍の敷設艦。
日本海軍の制式な名称では旧字体の嚴を使用するが、本項では厳島とする。

## 概要
軍艦「厳島」は昭和初期に就役した日本海軍の2,000トン級機雷敷設艦。主機にディーゼルエンジンを搭載した。
竣工後、支那事変（日中戦争）に参加。1941年（昭和16年）12月の太平洋戦争開戦時は第十七戦隊に所属しており、南方作戦にともなうフィリピン攻略戦や蘭印作戦に参加。その後は東南アジア方面で機雷敷設や船団護衛任務に従事した。1944年（昭和19年）8月下旬、セレベス島方面で空襲を受け損傷。スラバヤへ向け曳航中の10月7日、オランダ潜水艦の雷撃を受けて沈没した。

## 艦名
艦名は、日本三景の一つである広島湾北西部厳島（厳島神社所在の宮島）に依る。
初代「厳島」は、日清戦争や日露戦争で活躍した松島型防護巡洋艦（三景艦）の「厳島」。初代「厳島」は1919年（大正8年）4月1日に除籍された。
敷設艦「厳島」は、日本海軍艦艇としては2代目となる。

## 艦型
1923年（大正12年）度計画。日本海軍にとって、設計段階から敷設艦として建造した最初の艦。当初軍令部は遠洋作戦（南洋諸島）での運用を想定し、排水量3,000トンから4,000トン級敷設巡洋艦を希望したが、予算の関係で2,000トンほどの艦型となる。中甲板に機雷敷設軌条6条が設置され、艦尾に投下口が設けられた。機雷は五号機雷の場合500個（六号機雷の場合は300個）を搭載可能。荒天時の敷設を考慮して機雷は全て艦内に収容した。
主機に、潜水艦用のラ式一号ディーゼルを採用（新潟鉄工所製）。日本海軍で水上艦のディーゼル採用は、給油艦「剣埼」に続いて2艦目。戦闘艦艇としては最初の試みとなる。ディーゼル三基のうち両舷二基は、第一次世界大戦の賠償艦であるドイツ潜水艦U125のディーゼルを流用した。敷設時の操舵性を良くするために、日本海軍艦艇としては珍しい三軸推進艦となった。またエルツ舵採用も操舵性向上のためで日本海軍艦艇では珍しかった。2,000トンほどの艦型で機雷搭載量と航続力、砲力を優先したため、速力が犠牲になり17ノット(計画)になった。
船体はフラッシュデッキ型で、艦橋から後方の中甲板のほとんどが機雷庫となっているため、一部居住区が上甲板にはみ出した格好になる。
強行敷設での敵駆逐艦の排除を想定し、主砲には日本海軍軽巡洋艦の標準的な50口径三年式14cm砲で、単装3基を備える。艦橋前シェルター甲板上に1基、後部マスト前後の上甲板上に各1基を配置した。艦橋両側のシェルター(セルター)甲板上には四十口径三年式八糎高角砲を装備。排水量2,000トンの割には有力な砲力もっていた。
爆雷投射機は試験的に最大射程約1,500mの遠距離用爆雷投射機1基を装備、日本海軍では唯一の装備になった。装備位置は後部甲板中心線上で旋回可能、俯仰で射程を調整する装填演習砲に似た形状だった。

### 性能改善工事
復元性能は竣工時より問題があり、友鶴事件後の1935年(昭和10年)に浦賀船渠で性能改善工事を実施した。船体は水線付近の外板とフレーム(肋骨)を取り除き、水線幅を片舷で約500mm縮小、同時に水線下にはバルジを装着し、固定バラスト135トンをバルジ内と艦底部分に搭載した。また軽荷状態では海水160トンを補填することにした。上部重量低減のために煙突や後部マストも短縮された。
同時に兵装の改正が行われ8cm高角砲は13mm連装機銃に交換、遠距離爆雷投射機も九三式爆雷投射機に交換された。その他探信儀を新設、探信儀の搭載は日本海軍では初期の部類に入る。
この時点での主な要目は右表の通り。

## 艦歴
1927年（昭和2年）11月1日、建造予定の敷設艦に「厳島」、急設網艦に「白鷹」の艦名が与えられる。
同日附で2隻（厳島、白鷹）は艦艇類別等級表に記載された。
1928年（昭和3年）2月2日、「厳島」は浦賀船渠で起工。1929年（昭和4年）5月22日、進水。浦賀造船所工場に厳島艤装員事務所を設置する。
同年12月26日、竣工。艤装員事務所も撤去された。
竣工後は水雷学校練習艦（昭和5年2月1日より）、横須賀防備隊附属艦として諸訓練や南洋方面を行動。1937年（昭和12年）より日中戦争が始まると7月28日附で連合艦隊付属となり、中国大陸方面へ進出。第三艦隊（第十戦隊）、第四艦隊（第十二戦隊）、第三艦隊（第13砲艇隊）等に所属して行動した。1940年（昭和15年）11月15日に第十七戦隊が編制されると、同戦隊に編入された。
1941年（昭和16年）12月8日の太平洋戦争開戦時、本艦以下敷設艦3隻（厳島、八重山、辰宮丸）は第三艦隊麾下の第十七戦隊に所属。アメリカ艦船の太平洋への移動阻止を目的としてサンベルナルジノ海峡とスリガオ海峡への機雷敷設が計画され、サンベルナルジノ海峡への敷設を「厳島」が、スリガオ海峡への敷設を「八重山」が行うこととなった。「厳島」は12月8日にパラオから出撃し、12月11日にビリ島から北西へ九三式機雷300個を敷設して12月14日にパラオに帰投した。
1942年（昭和17年）1月1日、蘭印攻略作戦参加のためダバオ到着。1月3日、第三艦隊附属となり、蘭印攻略部隊第2根拠地隊旗艦となる。1月10日、バンカ泊地に向けダバオより出発。1月12日にバンカ泊地の東口に機雷を敷設した。
蘭印作戦に従事後の3月10日附で第二南遣艦隊に編入（直属：足柄、厳島）。シンガポールを拠点に、東南アジア各地への輸送任務・護衛任務・機雷敷設任務に従事した。
1943年（昭和18年）1月29日には千鳥型水雷艇「友鶴」の護衛をおこなった。同年11月からは、第四南遣艦隊に所属。
1944年（昭和19年）8月24日、セレベス島北東端ビートンで、B-25中爆ミッチェルの空襲を受けて損傷。「若鷹 (急設網艦)」に曳航されて移動中にオランダの潜水艦Zwaardvischの雷撃により10月7日に南緯5度27分 東経112度48分 / 南緯5.450度 東経112.800度地点で沈没した（10月17日とする出典もある）。生存者の一部がマニラ方面の海軍陸戦隊に編入されたとの記録が残る。
1945年（昭和20年）1月10日、「厳島」は帝国軍艦籍および艦艇類別等級表より除かれた。

## 年表
- 1928年2月2日 浦賀船渠にて起工
- 1929年5月22日 進水
  - 12月26日 竣工
- 1941年 開戦時第3艦隊第17戦隊。各地の機雷敷設や輸送任務に就く。
- 1944年8月24日 ビートンにて敵機の攻撃により損傷。
  - 10月7日 スラバヤへ被曳航の途中、オランダ潜水艦の雷撃で戦没した。
- 1945年1月10日 除籍

## 歴代艦長
※『艦長たちの軍艦史』201-203頁、『日本海軍史』第9巻・第10巻の「将官履歴」及び『官報』に基づく。

### 艤装員長
- 小山泰治 中佐：1929年5月1日[67] -

### 艦長
- 小山泰治 大佐：1929年12月26日 - 1930年12月1日
- 小松輝久 大佐：1930年12月1日 - 1931年11月14日
- 園田滋 大佐：1931年11月14日 - 1932年12月1日
- 中村俊久 大佐：1932年12月1日 - 1933年5月25日
- 堀内茂礼 大佐：1933年5月25日 - 1933年11月15日
- 金子豊吉 大佐：1933年11月15日 - 1934年10月22日
- 遠藤昌 中佐：1934年10月22日[68] - 1935年11月15日[69]
- 伏見宮博義王 中佐：1935年11月15日 - 1936年12月1日
- 辻村武久 大佐：1936年12月1日 - 1937年12月1日
- 石川信吾 大佐：1937年12月1日 - 1938年1月30日
- 一宮義之 大佐：1938年1月30日 - 1938年7月22日
- 高間完 大佐：1938年7月22日 - 1938年12月15日
- 森友一 大佐：1938年12月15日 - 1939年11月15日
- （兼）長谷川喜一 大佐：1939年11月15日 - 1939年12月10日
- 高橋一松 大佐：1939年12月10日 - 1940年11月15日
- 香春克己 大佐：1940年11月15日 - 1941年9月12日[70]
- 森川亦男 大佐：1941年9月12日 -
- 柳川正男 中佐：1942年6月1日 -
- 大石新一 大佐：1944年6月1日 -